# Nelmaira Valdéz
Nelmaira Carolina Valdéz Pol (Ciudad Piar, 22 de abril de 1992) é uma voleibolista indoor venezuelana, atuante na posição ponteira, com marca de alcance de 300 cm no ataque e 296 cm no bloqueio, medalhista de bronze no Campeonato Sul-Americano Sub-18 e também de prata na categoria Sub-20, ambos em 2008 no Peru.

## Carreira

### Início
Nas categorias de base da seleção venezuelana obteve duas medalhas continentais, sagrando-se medalhista de bronze no Campeonato Sul-Americano Sub-18 de 2008 realizado em Lima, edição na qual foi premiada como melhor bloqueadora, e na mesma sede e ano foi vice-campeã no Campeonato Sul-Americano Sub-20, disputou pela seleção a edição da Copa Pan-Americana de 2008 nas cidades mexicanas de Tijuana e Mexicali e no ano seguinte terminou em quinto lugar no Campeonato Sul-Americano em Cajamarca.

## Seleção Venezuelana
Em 2009, disputou o Campeonato Sul-Americano  em Porto Alegre.Vestindo a camisa#1 disputou a Copa Pan-Americana Sub-21 de 2011 e obteve o quinto lugar. No Pré-Olímpico de 2012 em São Carlos (São Paulo) terminou na quarta colocação..
Em 2018, pela seleção disputou Jogos Centro-Americanos e do Caribe de 2018 e terminou na sexta colocação.

### Aragua VC
Em 2012-13 estava atuando pelo Aragua VC.

### San Martín de Formosa
Ainda na temporada de 2012-13 é contratada pelo time argentino San Martín de Formosa e terminou em sétimo na Liga Argentina A1, sexta posição na temporada de 2013-14 e permanecendo até 2014-15.

### Fatum-Nyíregyháza
Transferiu-se em 2014-15 para o time húngaro Fatum-Nyíregyháza, terminando em quinto na Extraliga, disputou a Challenge Cup e a Liga MEVZA, sendo semifinalista na Extraliga de 2015-16 e atuou até a temporada de 2017-18, sendo medalhista de bronze na temporada de 2016-17 da Copa Húngara e na Extraliga, disputou a Copa CEV,  obtendo o título da Copa Húngara e o vice-campeonato na Extraliga na última temporada pelo clube.

### Újpesti Budapeste
Em 2018-19, permaneceu no mesmo país e foi contratada pelo UTE Budapeste  sendo semifinalista na Extraliga e disputou a Challenge Cup.

### Rote Raben Vilsbiburg
Na temporada de 2019-20, atuou pelo clube alemão do Rote Raben Vilsbiburg  e terminou em quinto na Copa da Alemana e a temporada foi interrompida pela pandemia.

### Szent Benedek RA
Jogou pelo Szent Benedek RA na jornada de 2020-21, sendo sexta colocada na Extraliga e quinto na Copa Húngara.

### Curitiba Vôlei
Pela primeira vez atua no voleibol brasileiro, por causa da pandemia voltou para a Venezuela, devido ao fechamento das fronteiras não teve outra saída a não ser fugir por terra e chegar no Brasil para poder trabalhar, fugiu de seu país com o marido e um grupo de venezuelanos, com a ajuda de um "coiote". Andou por cerca de uma semana para entrar no país por Pacaraina, em Roraima.Competiu na temporada 2021-22 pelo Cuitiba Vôlei e terminou em último lugar.

### Unilife Maringá
Transferiu-se para o Unilife Maringá e disputou as competições de 2022-23 e  conquistou o título do Campeonato Paranaese e terminou em nono na Superliga Brasileira A.

### Gerdau Minas
Foi contratada apenas para disputar o Campeonato Sul-Americano de Clubes de 2023 em Uberlândia e conquistou a medalha de prata.

### Esporte Clube Pinheiros
No período de 2023-24 foi atleta dom Esporte Clube Pinheiros sendo vice-campeã do Campeonato Paulista de 2023 e sétima colocada na Superliga Brasileira A.

### Osasco Voleibol Clube
A temporada de 2024-25 foi de êxitos atuando pelo Osasco São Cristóvão Saúde sagrou-se campeã do Campeonato Paulista de 2024, da Copa Brasil de 2025 e campeã da Superliga Brasileira A.

### Fluminense FC
Após término da Superliga Brasileira de 2024-25, foi anunciada como reforço do Fluminense FC para o período de 2025-26.

## Títulos e resultados
- Superliga Brasileira  A 2024-25
- Copa Brasil de 2025
- Campeonato Paulista de 2025
- Campeonato Paulista de 2024
- Campeonato Paranaense de 2023

## Premiações individuais
- Melhor Bloqueadora do Campeonato Sul-Americano Infantojuvenil de 2008